# Melechesh
Melechesh – grupa wykonująca muzykę z pogranicza black i death metalu z wpływami folkloru bliskowschodniego. Zespół powstał w 1993 roku w Jerozolimie w Izraelu, jako solowy projekt multiinstrumentalisty Melechesha Ashmedi. Wkrótce potem Ashmedi zaprosił do współpracy gitarzystę znanego jako Moloch oraz perkusistę używającego pseudonimu Lord Curse.
W swej twórczości grupa poruszyła zagadnienia historii Mezopotamii oraz mitologii sumeryjskiej. Obecnie członkowie Melechesh mieszkają w Amsterdamie w Holandii, dokąd wyemigrowali w 1997 roku z powodu restrykcji, jakie spotkały zespół w Izraelu. Pomimo pochodzenia żaden z członków grupy nie jest Izraelczykiem. 
6 kwietnia 2008 roku grupa wystąpiła w warszawskim klub Progresja jako support amerykańskiej grupy deathmetalowej Immolation.

## Muzycy
| Obecny skład zespołu - Melechesh Ashmedi – wokal prowadzący, gitara, sitar, instrumenty klawiszowe (od 1993) - Scorpios – gitara basowa, wokal wspierający (2012-2013, koncerty; od 2013) - Moloch – gitara, buzuki (1994-2013, od 2014) - Lord Curse – perkusja (1994-1999, od 2014) Muzycy koncertowi - Michał "ML" Łysejko – perkusja (2013-2014) - Butchered – gitara basowa - Geert Devenster – gitara - Kawn – gitara basowa, wokal (2007-2008) - Malak Al'Maut – gitara (2008-2009) - Greg den Hartog – gitara (2011) - Aethyris MacKay – gitara (2011) - Max Power – gitara (2013) - Ralph Santolla – gitara (2013) |  | Byli członkowie zespołu - Uusur – gitara basowa (1995-1996) - Thamuz – gitara basowa (1995) - Cimeries – keyboard (1995) - Al Hazred – gitara basowa, wokal (1996-2008) - Proscriptor McGovern – perkusja, wokal (1999-2005) - Xul – perkusja (2005-2013) - Rahm – gitara basowa (2009-2010, koncerty; 2010-2011) - Sirius – gitara (2013) |

## Dyskografia
Albumy
| As Jerusalem Burns...Al'Intisar | - Data: grudzień 1996 - Wydawca: Breath of Night           | —  | —   | —   |
| Djinn                           | - Data: 26 czerwca 2001 - Wydawca: Osmose Productions      | —  | —   | —   |
| Sphynx                          | - Data: 24 marca 2003 - Wydawca: Osmose Productions        | —  | —   | —   |
| Emissaries                      | - Data: 30 października 2006 - Wydawca: Osmose Productions | —  | —   | —   |
| The Epigenesis                  | - Data: 1 października 2010 - Wydawca: Nuclear Blast       | —  | —   | —   |
| Enki                            | - Data: 7 lutego 2015 - Wydawca: Nuclear Blast             | 99 | 193 | 157 |
| "—" album nie był notowany.     |                                                            |    |     |     |

Minialbumy
| Tytuł                    | Dane dot. albumu                                         |
| ------------------------ | -------------------------------------------------------- |
| The Siege of Lachish     | - Data: 1996 - Wydawca: Devilish Music Propaganda        |
| The Ziggurat Scrolls     | - Data: 25 czerwca 2004 - Wydawca: Profound Lore Records |
| Mystics of the Pillar II | - Data: 27 kwietnia 2012 - Wydawca: Nuclear Blast        |

## Nagrody i wyróżnienia
| Rok  | Kategoria                                   | Nagroda                 | Uwagi     |
| ---- | ------------------------------------------- | ----------------------- | --------- |
| 2011 | The Best Black Metal Album (The Epigenesis) | Metal Storm Awards 2010 | 2 miejsce |